# Vasilați (gmina)
Vasilați – gmina w Rumunii, w okręgu Călărași. Obejmuje miejscowości Nuci, Popești i Vasilați. W 2011 roku liczyła 4389 mieszkańców. 